# The New Dress
The New Dress er en amerikansk stumfilm fra 1911 af D. W. Griffith.

## Medvirkende
- Wilfred Lucas som Jose.
- Dorothy West som Marta.
- W. Chrystie Miller.
- William J. Butler.
- Francis J. Grandon.